# Нежнур
Нежну́р (рос. Нежнур, марій. Нежнур) — село у складі Кілемарського району Марій Ел, Росія. Адміністративний центр Нежнурського сільського поселення.

## Населення
Населення — 362 особи (2010; 388 у 2002).
Національний склад (станом на 2002 рік):
- марі — 70 %